# نادي جروهولز لكرة اليد
نادي جروهولز لكرة اليد هو نادي كرة يد في سويسرا. تأسس في سنة 2001 من خلال اندماج ثلاثة أندية معا. يلعب في الدوري السويسري لكرة اليد. يقع مقره في برن.